# Diren Dede
Diren Dede (geboren am 21. September 1996; gestorben am 27. April 2014 in Missoula, Montana, USA) war ein Hamburger Schüler türkischer Abstammung, der in seiner Zeit als Austauschschüler beim unerlaubten Eindringen in eine Privatgarage vom Hauseigentümer erschossen wurde.

## Leben
Der 17-jährige Dede unternahm während seines Schüleraustausches mit Mitschülern eine „garage hopping“ genannte Mutprobe. Dabei werden die zumeist unverschlossenen Garagen von Jugendlichen auf der Suche nach alkoholischen Getränken betreten und bestohlen (Alkohol ist in den USA erst ab 21 erlaubt). Der Hausbesitzer Markus Kaarma, ein 29 Jahre alter ehemaliger Feuerwehrmann, war in den vorangegangenen drei Wochen von zwei Einbrüchen betroffen gewesen. Er wartete auf eine Chance, es den Eindringlingen heimzuzahlen. Als Sensoren eine Person in der Garage meldeten, feuerte Kaarma vier Schüsse aus einem Schrotgewehr auf Dede. Dede war nicht bewaffnet. Er wurde im Kopfbereich getroffen.

## Gerichtsprozess
Kaarma hatte bei seinem Friseur drei Tage vorher eine solche Tat angekündigt. Der in den USA geltende Grundsatz der „castle doctrine“ zur Verteidigung des Privatbesitzes erlaubt jedoch nicht jede Form von Gewaltanwendung. Kaarma argumentierte mit „alle sollten sich freuen, dass unsere Nachbarschaft jetzt sicherer ist“ und berief sich im Prozess auf Notwehr. Das Geschworenengericht sprach Markus Kaarma für schuldig der vorsätzlichen Tötung. Das am 1. Dezember 2014 verkündete Strafmaß betrug 70 Jahre Gefängnis. Eine Freilassung kommt frühestens nach 20 Jahren Haft in Frage. Am 8. Februar 2017 wies das Oberste Gericht in Montana Kaarmas Berufung zurück.

## Rezeption
Der Vorfall wurde vom Journalisten Tom Schimmeck 2015 dokumentiert, der für seine Arbeit den Rias-Preis 2016 erhielt.

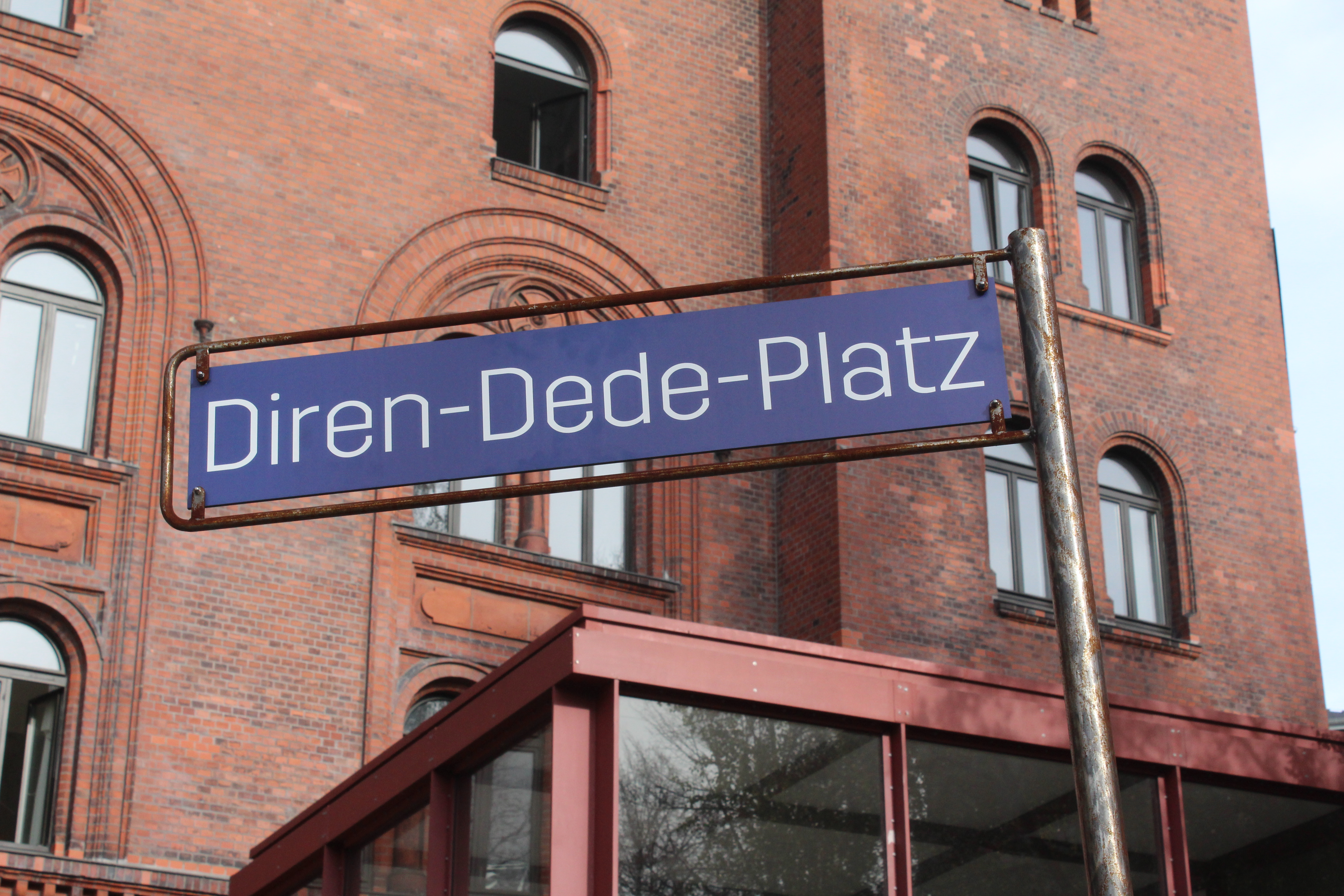
Diren–Dede-Platz in Hamburg–Altona

2017 wurde der neu entstandene Vorplatz der Viktoria-Kaserne in Altona-Nord in Diren-Dede-Platz benannt.